# Zona de Comerț Liber a Americilor
Zona de Liber Schimb a Americilor (în spaniolă Área de Libre Comercio de las Américas, acronim ALCA; în engleză Free Trade Area of the Americas, acronim FTAA) a fost un acord propus pentru eliminarea sau reducerea barierelor comerciale dintre toate țările din America, cu excepția Cubei. Negocierile pentru stabilirea ZLEA s-au încheiat însă cu eșec, toate părțile nu au putut ajunge la un acord până la termenul limită din 2005 pe care și l-au stabilit. Cu toate acestea, discursurile contemporane nu au fost invalidate – sunt anticipate discuții reînnoite.